# Facepunch Studios
Facepunch Studios (сокращенно FP) — британская компания. Штаб-квартира компании расположена в Уолсолле.

## История
Студия Facepunch была первоначально создана под руководством Гарри Ньюмана, Мэтью Швенка, Брина Шурмена и Артура Ли для видеоигры Facewound в 2003 году. Компания приняла начальное имя Facepunch, так как это звучит профессиональнее, чем использование имён основателей 

## Известные игры

### Garry’s Mod
С помощью Garry’s Mod можно проводить любые действия с объектами и персонажами из игр на движке Source (CS:S,CS:GO TF2, HL2 и других игр от Valve), например, менять текстуры, изменять размеры, копировать, соединять, взрывать, прикручивать колеса, изменять выражения лиц персонажей и т. д. Модификация предоставляет игроку огромные просторы для творчества.
Garry’s Mod 9 предоставлял несколько сетевых режимов игры: игра в футбол с помощью гравипушки, стрельба из лазера, охота на птиц (одни игроки играют за охотников, другие — за птиц), гонки на арбузах и т. д. В Garry’s Mod 10 доступны режимы: «песочница», Ascension (двумерная игра, задача в которой — добраться до определенной точки), Dog Fight Arcade (воздушные сражения), Fretta, PropHunt, Trouble in Terrorist Town, DarkRP (ролевая игра). Ранее был доступен режим гонок на арбузах, но был убран в связи с его непопулярностью. Другие игровые режимы доступны в виде отдельных скачиваемых дополнений.

### Rust
Rust является многопользовательской компьютерной игрой в жанре выживания.
Существует множество серверов (официальные и модифицированные), система изучения предметов, система "рейдов", множество предметов, которые нужно изучить.
В начале выживания, персонаж появляется на берегу, с факелом и камнем, которым предстоит добывать ресурсы для инструментов и(или) будущего дома.

### Chunks
Chunks является компьютерной игрой для шлема виртуальной реальности HTC Vive. По внешнему виду напоминает конструктор в стиле Minecraft.

### S&box
Игра, создаваемая на Source 2. По мнению разработчиков: s&box является "попыткой создать достойное продолжение Garry’s Mod". Подобно Garry's Mod игроки смогут дополнять и расширять возможности Source 2. Для создание игровых режимов, в отличие от Garry's Mod, s&box использует язык программирования C#.

Chippy
Пулевой шутер против разрушаемых боссов. Уничтожайте гигантских боссов поэтапно, пиксель за пикселем.